# Jourdanton
Jourdanton è un centro abitato degli Stati Uniti d'America, capoluogo nella contea di Atascosa dello Stato del Texas. Secondo il censimento effettuato nel 2010 abitavano nella città 3,871 persone. Fa parte della San Antonio Metropolitan Statistical Area.

## Geografia fisica

### Territorio
Jourdanton è situato a 28°55′18″N 98°32′47″W (28.921530, -98.546440), 37 miglia (60 km) a sud dal centro di San Antonio e 5 miglia (8 km) a sud-ovest di Pleasanton.
Attraversano la città le State Highways 16, 97, e 173. Secondo l'Ufficio del censimento degli Stati Uniti d'America la città ha un'area totale di 3.5 miglia quadrate (9.1 km²), costituiti completamente dalla terra ferma.

### Clima
Il clima in questa zona è caratterizzata da estati calde e umide e generalmente inverni non troppo rigidi. Secondo la Classificazione dei climi di Köppen, Jourdanton ha un clima subtropicale umido, abbreviato in "TUF" nelle mappe climatiche.

## Società

### Evoluzione demografica

#### Censimento del 2010
| Anno       | Popolazione | ±%    |
| ---------- | ----------- | ----- |
| 1920       | 682         | Note: |
| 1930       | 767         | 12.5% |
| 1940       | 950         | 23.9% |
| 1950       | 1,481       | 55.9% |
| 1960       | 1,504       | 1.6%  |
| 1970       | 1,841       | 22.4% |
| 1980       | 2,743       | 49.0% |
| 1990       | 3,220       | 17.4% |
| 2000       | 3,732       | 15.9% |
| 2010       | 3,871       | 3.7%  |
| Stima 2015 | 4,275       | 10.4% |

Secondo il censimento del 2010, c'erano 3,871 persone, 1,187 nuclei familiari e 923 famiglie residenti nella città. La densità di popolazione era di 1,071.1 persone per miglio quadrato (414.1/km²). C'erano 1,353 unità abitative a una densità media di 388.3 per miglio quadrato (150.1/km²). La composizione etnica della città era formata dal 74.44% di bianchi, l'1.13% di afroamericani, lo 0.96% di nativi americani, lo 0.29% di asiatici, il 20.42% di altre razze, e il 2.73% di due o più etnie. Ispanici o latinos di qualunque razza erano il 52.87% della popolazione.
C'erano 1,187 nuclei familiari di cui il 44.4% aveva figli di età inferiore ai 18 anni, il 58.5% erano coppie sposate conviventi, il 15.2% aveva un capofamiglia femmina senza marito, e il 22.2% erano non-famiglie. Il 19.9% di tutti i nuclei familiari erano individuali e il 9.5% aveva componenti con un'età di 65 anni o più che vivevano da soli. Il numero di componenti medio di un nucleo familiare era di 2.98 e quello di una famiglia era di 3.42.
La popolazione era composta dal 32.2% di persone sotto i 18 anni, il 9.0% di persone dai 18 ai 24 anni, il 29.4% di persone dai 25 ai 44 anni, il 18.6% di persone dai 45 ai 64 anni, e il 10.8% di persone di 65 anni o più. L'età media era di 31 anni. Per ogni 100 femmine c'erano 95.5 maschi. Per ogni 100 femmine dai 18 anni in su, c'erano 92.3 maschi.
Il reddito medio di un nucleo familiare era di 34,975 dollari, e quello di una famiglia era di 38,389 dollari. I maschi avevano un reddito medio di 30,222 dollari contro i 16,313 dollari delle femmine. Il reddito pro capite era di 16,910 dollari. Circa il 12.4% delle famiglie e il 13.4% della popolazione erano sotto la soglia di povertà, incluso il 13.1% di persone sotto i 18 anni e il 19.3% di persone di 65 anni o più.

## Cultura

### Istruzione
Jourdanton è servita dalla Jourdanton Independent School District ed è sede dei Jourdanton High School Indians.